# Yevgueni Stanev
Yevgueni Aleksándrovich Stanev –en ruso, Евгений Александрович Станев– (Sosnovy Bor, 25 de septiembre de 1979) es un deportista ruso que compitió en judo. Ganó dos medallas de bronce en el Campeonato Europeo de Judo, en los años 2002 y 2004.

## Palmarés internacional
| Campeonato Europeo | Campeonato Europeo  | Campeonato Europeo | Campeonato Europeo |
| Año                | Lugar               | Medalla            | Categoría          |
| ------------------ | ------------------- | ------------------ | ------------------ |
| 2002               | Maribor (Eslovenia) | Medalla de bronce  | –60 kg             |
| 2004               | Bucarest (Rumania)  | Medalla de bronce  | –60 kg             |